# Beliczai Balázs
Beliczai Balázs (Budapest, 1976. december 26. –) magyar humorista.

## Pályája
Tanulmányait a Budapesten, az I. kerületi Petőfi Sándor Gimnáziumban, majd 2003-tól az Eötvös Loránd Tudományegyetem Tanítóképző Főiskolai Karán végezte. Kétszer is próbált felvételizni a Színművészeti Főiskolára, de sikertelenül. Ezután Gór Nagy Mária színitanodájában folytatta tanulmányait. Két és fél évig a Bartók Béla Konzervatórium ének tanszakjának hallgatója volt, a katonaság helyett polgári szolgálatot teljesített és a budapesti Vörösmarty Gimnázium dráma tagozatán az Országos Diákszínjátszó Fesztivált szervezte. Tévésorozatokban és filmekben is vállalt kisebb szerepeket. 2006-ban indult a Magyar Rádió V. humorfesztiválján, elnyerte a Magyar Televízió különdíját. A Dumaszínház tagja, a Showder Klub egyik állandó fellépője.